# SPS (экипировка)
Soldier Protection System (SPS) — американская программа разработки перспективной системы индивидуальной боевой экипировки, начатая в 2013 году.

## Общее описание
Основным назначением программы заявлялась оптимизация защиты бойца от баллистических поражающих элементов (пуль, осколков) и взрывов, помимо неё ставились следующие цели:
- снижение общего веса носимого снаряжения солдата на 5-15%,
- повышение эффективности функционирования экипировки при сохранении совместимости с предыдущими образцами, состоящими на вооружении,
- обеспечение модульности экипировки и адаптивности под различные виды боевых задач[1].

Незадолго после начала программы часть ключевых направлений разработки попала под секвестирование бюджета. В дальнейшем были выявлены проблемы с выполнением ряда проектных требований к конечному продукту, важнейшим из которых был учёт особенностей женской анатомии при проектировании индивидуальной бронезащиты бойца. По мнению независимых обозревателей невыполнение данного пункта выглядит обескураживающим в свете того, что женщины составляют до 14% личного состава действующей армии США (по данным на 2014 финансовый год).

## Состав экипировки
Включает в себя системы защиты торса (Vital Torso Protection), головы с интегрированными устройствами защиты слуха (Integrated Head Protection System), сенсорный комплекс (Integrated Soldier Sensor System) с функциями мониторинга сердечного ритма, температуры тела и т.д. В состав снаряжения также входят налокотники, наколенники, защитные перчатки, баллистические пластины и системы для их размещения, боевой шлем, прикрывающий затылочную часть головы и др.